# Gunhild Kongemor
 "Dronning Gunhild" omdirigeres hertil. For moseliget fundet i Haraldskær Mose, se Dronning Gunhild (moselig).
Gunhild Kongemor var en norsk dronning, gift med kong Erik Blodøkse.

## Baggrund
Ifølge Ågrip, Fagrskinna og Heimskringla var Gunhild datter af en høvding fra Hålogaland ved navn Ossur. Fagrskinna og Heimskringla hævder, at Gunhild var opfostret af samer, og oplært i trolddom af dem. Heimskringla fortæller, at Eriks mænd i Finnmark kom over en gamme (= samisk jordhytte), "med en kvinde så smuk, at de aldrig havde set mage". Hun forklarede, at hun var der for at lære trolddom af to troldkarle, "de viseste i Finnmark. Nu er de ude på jagt, men de vil begge have mig, og begge er så dygtige, at de kan følge spor som hunde, både i mildt vejr og i frostvejr." Ingen undslap dem, og alt de skød på, traf de. "Bliver de vrede, vender jorden sig om, når de ser på den. Og sætter de øjnene på noget levende, falder det dødt om." Hun tilbød at gemme Eriks følge i gammen, "så må vi prøve, om vi kan få dem dræbt." Gunhild trak så sække over hovederne på de hjemkomne troldkarle, mens de sov, så de ikke kunne trolde; derved kunne Erik og hans følge dræbe dem. Erik tog Gunhild med mod syd, men standsede ved kysten af Helgeland for at bede om hendes fars tilladelse. 
I Historia Norwegiae skildres Gunhild derimod som dansk, en datter af Gorm den Gamle og Thyra Dannebod, og dermed søster af Harald Blåtand. Denne version virker mest troværdig, fordi den forklarer, hvorfor Gunhild og Erik kaldte en af sønnerne Gorm, der var et sjældent navn med tilknytning til Jelling-ætten; og hvorfor Blåtand senere støttede Eriks krigstogter, så Eriks søn Harald Gråfeld genvandt magten i Norge, hvad der var med til at genoprette et dansk overherredømme i dele af det sydlige Norge. 
Gunhild beskrives i sagaerne som den kønneste af kvinder, men lille af skikkelse. Samtidig får hun skylden for at have ansporet Erik og senere sin søn Harald Gråfeld til de grusomheder, de begik. Idéen om ondskabsfulde kvinder, der fører mænd på afveje, går imidlertid tilbage til Bibelens Adam og Eva, og var standardfigurer i middelalderens litteratur på den tid, da sagaerne blev nedskrevet.  Historien om, at Gunhild havde lært trolddom nordpå, ligner påfaldende på historien om hendes svigerfar Harald Hårfagers ene kone, samepigen Snefrid, der troldbandt sin kongelige ægtemage, så han tabte sin dømmekraft og autoritet helt. Det er en type litterær gentagelse, der er typisk for sagaerne, og trækker deres værdi som historiske kilder ned. 

## Ægteskab og børn
Ægteparret blev fordrevet fra Norge af Eriks yngre halvbror, Håkon den Gode, efter beskyldninger om at have dræbt fem af Eriks halvbrødre og rivaler om tronen. Parret slog sig ned i York med tilladelse af kong Adalstein af England, der også havde opfostret Håkon den Gode. Som en del af aftalen måtte parret lade sig døbe.
De fik en række børn, men listerne er ikke samstemmende. Orknøingesagaen fortæller om datteren Ragnhild, opkaldt efter sin farmor, der fik et ligeså grimt ry som sin mor. Sønnernes navne er Harald Gråfeld, Gamle, Guttorm, Erling, Ragnfrød og Sigurd. Der nævnes også Gorm [Guttorm?], Halvdan, Gudrød, Øyvind, Sigvard [Sigurd?] og Gunrød [Gudrød?]. Nogle af navnene genkendes fra lister over Eriks halvbrødre, så her kan man have forvekslet Eriks sønner med hans brødre.
Alle fik kongenavn. Måske er Guttorm og Gamle den samme person (Guttorm med tilnavnet "gamle"). Kongesagaerne fremstiller alligevel Gamle som "overkonge" til han faldt, hvorefter Harald skal være blevet overkonge. Men da Erikssønnerne i første række var vikingekonger og førte krig – snart sammen, snart hver for sig – er det usikkert, hvad et "overkongedømme" som Gamles og Haralds har været. Måske har sagaerne fremhævet Harald Gråfelds "overkongedømme" for at skabe indtryk af et veldefineret, norsk rigskongedømme ligesom det, hans navnebror Harald Hårfager havde grundlagt.

## Enke
Efter Eriks død i slaget ved Stainmore i 954 sagdes Gunhild og børnene at have søgt tilflugt hos Harald Blåtand i Danmark. Enken skal have bestilt et kvad om, hvordan hendes mand blev modtaget af Odin i Valhal. Eiríksmál er skrevet i versemålet ljóðaháttr af en ukendt skjald. Vi kender kun den del af kvadet, som er medtaget i Fagrskinna.
Ifølge Heimskringla og Orknøingesagaen rejste Erikssønnerne først til Orknøerne, hvor de overtog magten efter Torfinn Skallekløver, bror af jarlene Arnkjell og Erlend, der var blevet dræbt sammen med Erik. De blev der nogle vintre og hærgede derfra Skotland og Irland om somrene. Her giftede søsteren Ragnhild sig med Torfinns søn Arnfinn, mens Gunhild og sønnerne fortsatte til Danmark. Historien om Ragnhilds giftermål findes dog ikke i andre sagaer, og Snorre Sturlason har ikke taget den med i Heimskringla, selv om der ellers er stor overensstemmelse mellem den og Orknøingesagaen. Ifølge sagaerne ankom Gunhild og sønnerne Danmark, mens Blåtand var konge, og det blev han i 958, fire år efter Eriks død. Med hans hjælp igangsatte Erikssønnerne en serie togter for at generobre Norge fra farbroren Håkon den Gode. Gamle blev dræbt af Håkon i slaget ved Freidarberg, Guttorm døde i et slag i Østersøen, mens Sigurd blev dræbt af hersen Klypp som hævn, fordi han havde bortført Klypps kone.
Ironisk nok overvandt Håkon den Godes styrker Erikssønnerne i slaget ved Fitjar i 961; men at Håkon selv faldt i slaget, skabte et tomrum, som Harald Gråfeld, med dansk støtte, kunne udnytte. Gunhild vendte tilbage til Norge i triumf med sine sønner ved magten og bar fra nu af tilnavnet kongemor. Håkon den Gode døde ifølge andre kilder af en pil, der ramte ham i armen; men Saxo skildrer slaget sådan: "Man så et spyd svæve om oppe i luften, hid og did, hvilket fyldte alle, der så det, med lige så megen frygt som undren; det fløj nemlig med usikre svingninger til forskellige sider, som om det spejdede efter, hvor det skulle slå ned. Mens alle med umådelig forbavselse stirrede på dette under og ikke vidste, hvad en så usædvanlig ting varslede, faldt det pludseligt og bragte den fare, der syntes at true alle, over Håkons hoved alene. Somme holder for, at Haralds mor Gunhild ved trolddomskunster har skaffet dette spyd til veje, og dermed hævnet sin søns nederlag på sejrherren."
I Harald Gråfelds regeringstid dominerede Gunhild angiveligt kongens kreds. Ifølge Heimskringla var det Gunhild, som efter Tryggve Olavssons død sendte mænd for at dræbe hans lille søn Olav Tryggvason, så enken Astrid Eriksdatter var tvunget til at flygte fra Norge med drengen. Gunhild stod i åbenlyst forhold til den islandske høvding Hrut Herjolfsson, selv om han kunne have været hendes søn og skulle giftes med Unn Mårdsdatter. I Njåls saga hører man om, hvordan Gunhild hjalp Hrut til at komme i besiddelse af en arv ved at sende sin søn Gudrød efter ham; Gudrød kom over Sote og fik ham uden videre hængt, før han bragte mandens gods med hjem til sin mor. Da Hrut skulle tilbage til Island for at gifte sig med Unn, gav Gunhild ham dyre gaver, blandt andet en guldring om armen, med ordene: "Hvis jeg har så megen magt over dig, som jeg tænker, så lægger jeg det på dig, at du ingen glæde skal have med den kvinde på Island, som din hu står til, men vel med andre kvinder; og nu har ingen af os båret sig vel ad. Du betroede mig ikke alt." Med det viste hun til, at Hrut havde svaret benægtende, da hun spurgte, om han havde en anden kvinde i hjemlandet. Hrut gik nu leende bort; men Gunhild havde med ringen lagt en forbandelse på ham (priapisme) for at ødelægge hans ægteskab med Unn. Det unge par blev da også skilt. I Njåls saga står også om dengang, Gunhilds tjener Ogmund rejste med en indbydelse fra hende til Hrut og Øssur, der sagde: "I det øjeblik vi afviser hendes indbydelse, vil hun jage os af lande, og beslaglægge alt, hvad vi ejer. Accepterer vi den, vil hun behandle os ordentligt, som hun har lovet."

## Moseliget
I oktober 1835 blev der fundet et moselig i tørvegravene ved Haraldskær vest for Vejle. Kvindeliget var velbevaret og blev undersøgt ved Vejle Sygehus, hvor man konkluderede med, at der nok var tale om liget af dronning Gunhild. Ifølge den islandske saga Ågrip skulle hun være narret til Danmark for at giftes med Harald Blåtand og på hans ordre være druknet i en mose. Kong Frederik 6. bekostede en kiste, så "dronningen" kunne få en standsmæssig grav i et sidekapel i Skt. Nikolaj kirke i Vejle. I virkeligheden drejer det sig om en kvinde i 30'erne, der blev dræbt cirka 490 f.Kr., enten ved en forbrydelse eller som et offer, idet liget blev fæstet til tørvemosen ved hjælp af trækroge i knæ- og albueled, hvad der er ualmindeligt hos moselig.
Gunhild kan have levet sine sidste år hos datteren Ragnhild på Orknøerne, hvis det ellers passer, at Ragnhild var gift der (angiveligt først med Arnfinn og derefter to af hans brødre). Men ifølge Ágrip blev Gunhild taget til fange af Håkon jarl og af Harald Blåtand sænket i en mose ved Vejle. Det samme fortælles af Theodoricus Monachus. Selv om Gunhild i virkeligheden var Blåtands søster, kan han alligevel have ønsket hende død. Hun blev sagt at opmuntre sin søn, Harald Gråfeld, til onde handlinger og at forføre islandske rejsende ved brug af trolddom. Cirka 970 fik Harald Blåtand overtalt Harald Gråfeld til at komme til Danmark, hvor han blev dræbt i et baghold ved Hals. Gunhilds og Erik Blodøkses genlevende sønner genvandt aldrig magten i Norge.

## Fiktion
Gunhild er hovedperson i den dansk-amerikanske Poul Andersons roman Mother of Kings. Hun skildres også i Robert Lows The Crowbone.